# Booker Little and Friend
Booker Little and Friend ist ein Jazz-Album von Booker Little. Es wurde vermutlich im August oder September 1961 in New York City aufgenommen und auf Bethlehem Records veröffentlicht.
Das Album wurde später auch unter dem Titel Victory and Sorrow bzw. Lookin´ Ahead veröffentlicht. Es enthält die letzten Aufnahmen des Hardbop-Trompeters und Komponisten, der am 5. Oktober 1961 im Alter von nur 23 Jahren an Urämie starb.

## Das Album
Kurz zuvor hatte Booker Little im Juni als einziger Trompeter an John Coltranes Africa/Brass-Session mitgewirkt und war im Juli mit Eric Dolphy im New Yorker Five Spot aufgetreten. Dolphy war auch Mitglied in Booker Littles Band, mit dem er noch im Frühjahr 1961 ein Album in Sextett-Besetzung für das Label Candid eingespielt hatte (Out Front). In gleicher Besetzung mit drei Bläsern plus Rhythmusgruppe produzierte Teddy Charles Littles Session für das kleine Plattenlabel Bethlehem Records; anstelle Dolphy wurde der Tenorsaxophonist George Coleman eingeladen, der ebenso wie Little aus Memphis (Tennessee) stammte und zur gleichen Zeit wie der Trompeter in der Band von
Max Roach gearbeitet hatte; für Roach spielte hier Pete LaRoca. Reggie Workman war zu dieser Zeit regulärer Bassist in der Coltrane-Band; der aus Kalifornien stammende Pianist Don Friedman war damals relativ unbekannt in der New Yorker Jazzszene; Posaunist Julian Priester war zu der Zeit Mitglied der Max Roach-Band.
Ähnlich wie die mitwirkenden Musiker sind auch die sechs Eigenkompositionen Booker Littles auf diesem Album eng mit seiner eigenen Arbeit bei Max Roach verbunden, schrieb Brian Priestley in den liner notes 1989. Priestley nennt die Roach-Band des Jahres 1958 mit Booker Little und George Coleman (Deeds, Not Words) die erste Post-Bop-Band, die in ihrer frontline drei Hörner hatte und dies drei Jahre, bevor Art Blakey diese Konzeption für seine Jazz Messengers übernahm. Diese Roach-Band war die erste Formation, die in ihrem Gruppenstil „triadische Harmonien verwendete, jedoch nicht im traditionellen Stil und ausgeschriebenem Counterpoint von zwei oder gar drei Linien. Die Idee kam zwar von Roach, aber Booker Little entwíckelte sie für sein Candid-Album (Out Front) und besonders für sein Bethlehem-Album weiter.“ Die erste der drei Originalkompositionen nach dieser Methode von Booke Little, der dabei stark von Mingus und Ellington beeinflusst war, hieß „Victory and Sorrow“ und hatte eine komplexe 45-taktige Struktur der Chorusse; Brian Priestley beschrieb sie hinsichtlich des formalen Aufbaus als „A(5+3+8), B(8+5)“ und eine Wiederholung von „A“. „Calling Softly“ ist eine Little-Komposition in dem von ihm bevorzugten Walzerrhythmus; bei „Booker’s Blues“ wechseln die Taktsequenzen in einer damals unüblichen Weise, so Priestley. In der Ballade „If I Should Lose You“ ist Booker Little alleiniger Bläser; Coleman und Priester setzen hier aus. Den Abschluss des Albums bildet die eindrucksvolle Ballade „Matilde“.

## Editorische Anmerkungen
Das früh vergriffene Album erschien bei der späteren Wiederveröffentlichung unter dem Titel des ersten Stücks, Victory and Sorrow 1984 auf dem Affinity-Label. 1989 erschien das Album bei Affinity in CD-Form unter dem Titel Lookin´ Ahead, gekoppelt mit Aufnahmen Booker Littles mit dem Saxophonisten Frank Strozier vom 2. Februar 1961, die zunächst auf dem VeeJay-Label unter Stroziers Namen (The Fantastic Frank Strozier) erschienen waren.
Die erneute Wiederveröffentlichung bei V2 2007 enthält zwei zusätzliche alternate takes des Titels „Looking Ahead“.
Spätere Nachforschungen ergaben, dass der Titel „Looking Ahead“ falsch war; das Stück heißt eigentlich „Molotone Music“.

## Bewertung des Albums
Brian Priestley zitiert den Schlagzeuger John Stevens, der einst geschrieben hat, dass Booker Little allein auf der Basis dessen, was er in der kurzen Zeit seines Wirkens hinterlassen habe, zu einem der großen Improvisationsmusikern gezählt werden müsse und als Instrumentalist und Allround-Musiker für wichtige Innovationen gesorgt habe.
Scott Yanow, der die Neuausgabe des Albums (2007) im All Music Guide mit 4½ Sternen versah, merkte an, dass Littles letzte Aufnahmen vor seinem frühen Tod den Trompeter auf dem Höhepunkt seiner Form zeigen; trotz des ausgezeichneten Spiels von Julian Priester und George Coleman sowie der Rhythmusgruppe ist Booker Little der Hauptsolist bei einer harmonisch anspruchsvollen Hardbop Session; ein Höhepunkt sei auch Littles Interpretation des Standards „If I Should Lose You“.
Jim Santella betont in seiner Besprechung des Albums den großen Einfluss des ebenso zu früh verstorbenen Clifford Brown auf Littles Spiel; dies sei erkennbar an seinem warmen Ton. Littles klassische Ausbildung zeige sich in seinem klaren, natürlichen Trompetenton
und den plötzlichen thematischen changes in seinen Kompositionen und wecke Assoziationen an die Arbeit von Charles Mingus.

## Die Titel
- Booker Little Sextett – Booker Little & Friend (Bethlehem BCP 6061)

1. Victory and Sorrow (Little) 5:56
2. Forward Flight (Little) 6:18
3. Looking Ahead (Little) 7:25
4. If I Should Lose You (Leo Robin/Ralph Rainger) 5:11
5. Calling Softly (Little) 5:39
6. Booker’s Blues (Little) 5:16
7. Matilde (Little) 5:55